# Anthochortus
Anthochortus é um género botânico pertencente à família Restionaceae.
A autoridade científica do género é Endl., tendo sido publicada em Genera Plantarum 121. 1837.